# Carl Schreiner (Schauspieler)
Carl Maria Schreiner (* 21. Dezember 1869 in Köln; † 16. September 1931 in Weimar) war ein deutscher Bühnenschauspieler.

## Leben
Schreiner machte eine Schauspielausbildung und war dann in Mannheim, Weimar und Prag tätig. Nachdem er einige Jahre ständiger Gast bei der Prager Burschenschaft Arminia gewesen war, wurde er 1909 Mitglied und 1912 Ehrenmitglied.
1919 trat Schreiner im Schauspiel Wilhelm Tell am deutschen Nationaltheater in Weimar auf.
Schreiner war in wenigen Stummfilmen zu sehen, wie 1920 in Narrenliebe als Fürst Viktor von Wentheim und 1922 in Elsa oder Baronesse Fabrikarbeiterin als Graf Julius von Barowski.
Schreiner gab seiner Tochter Liselotte Schreiner (1904–1991) um 1927 Schauspielunterricht in Weimar. Etwa zur selben Zeit nahm der Schauspieler und Regisseur Herbert Körbs privaten Schauspielunterricht bei Schreiner.